# Patrick Sulubika
Patrick Sulubika est un homme d'État de la république démocratique du Congo. Il est ministre de la Jeunesse et des Sports dans le gouvernement Muzito I.